# Siladice
Siladice (in ungherese Szilád, in tedesco Siladitz) è un comune della Slovacchia facente parte del distretto di Hlohovec, nella regione di Trnava.